# Archaius tigris
Archaius tigris е вид влечуго от семейство Хамелеонови (Chamaeleonidae). Видът е застрашен от изчезване.

## Разпространение
Разпространен е в Сейшели.

## Описание
Популацията на вида е намаляваща.